# Räätsma järv
Räätsma järv är en sjö i Estland.   Den ligger i landskapet Ida-Virumaa, i den östra delen av landet, 160 km öster om huvudstaden Tallinn. Räätsma järv ligger 63 meter över havet.  I omgivningarna runt Räätsma järv växer i huvudsak blandskog.